# GUADEC

2013年以降使用されている GUADEC のロゴマーク

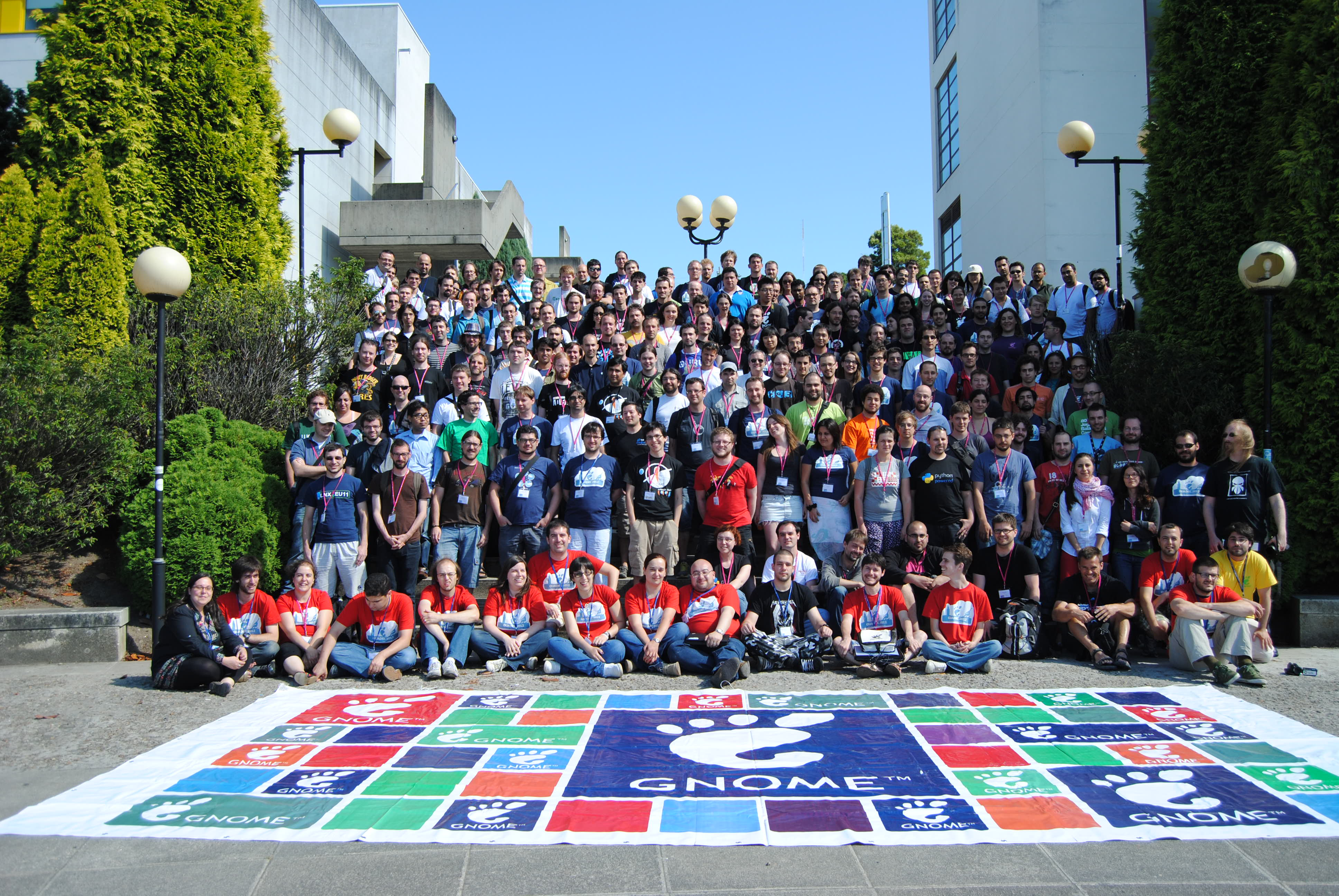
GUADEC 2012年開催時の記念撮影より

GUADEC とは GNOME コンファレンスという名称でも知られている、年次総会であり、その開催地はヨーロッパである。正式な英名は、GNOME Users And Developers European Conference となっている。会議の議題は、GNOME デスクトップ環境に関することとされている。
第一回総会は、 Mathieu Lacage によって企画された一度限りのものであった。その総会には、約70名の GNOME 関係者が集まった。 多くの関係者が会合した、初めてのものとされた。この総会は成功のうちに終了し、その後は各地のボランティアにより毎年違った場所で開催されることとなった。開催規模は、第1回目と比較すると、5倍に脹れあがった。2001年以降は、インターネットの利用も行われている。

## 開催地
- 第1回 2000年 パリ（フランス）
- 第2回 2001年 コペンハーゲン（デンマーク）
- 第3回 2002年 セビリャ（スペイン）
- 第4回 2003年 ダブリン（アイルランド）
- 第5回 2004年 クリスチャンサン（ノルウェー）
- 第6回 2005年 シュトゥットガルト（ドイツ）
- 第7回 2006年 ビラノバ・イ・ラ・ヘルトル（スペイン）
- 第8回 2007年 バーミンガム（イギリス）
- 第9回 2008年 イスタンブール（トルコ）
- 第10回 2009年 グラン・カナリア（スペイン）
- 第11回 2010年 ヘーグ (オランダ)
- 第12回 2011年 ベルリン (ドイツ)
- 第13回 2012年 ア・コルーニャ (スペイン)
- 第14回 2013年 ブルーノ (チェコ)
- 第15回 2014年 ストラスブルグ (フランス)
- 第16回 2015年 ヨーテボリ (スウェーデン)
- 第17回 2016年 カールスルーエ (ドイツ)
- 第18回 2017年 マンチェスター (イギリス)
- 第19回 2018年 アルメリア (スペイン)
- 第20回 2019年 テッサロニキ (ギリシャ)